# Parang-Latok
Das Parang-Latok (auch Latok, Latok Buku, Parang Pathi) ist ein Schwert der Dayak-Völker auf der Insel Borneo (Bidayuh, Kayan, Kelabit, Kenyah, Iban, Ngaju, Penan und Punan).

## Geschichte
Das Parang-Latok wurde von den Stämmen Borneos entwickelt. Es gibt verschiedene Arten von Schwertern auf Borneo, die den „Vornamen“ Parang tragen (Malay.: Schwert). Sie werden als Waffe und Werkzeug benutzt.

## Beschreibung
Das Parang-Latok hat eine einschneidige, sich nach vorn zum Ort (Spitze) hin verbreiternde Klinge. Die Klinge ist nahe dem Heft (Griff) fast quadratisch und wird dann etwas breiter. Nach einigen Zentimetern wird die Klinge dünner. Ab dieser Stelle biegt die Klinge in einem Winkel ab (siehe Zeichnung). Zwischen Griff und der Stelle, an der die Klinge abbiegt, hat es eine Fehlschärfe. Die Klinge ist etwa 50 cm lang. Der Ort ist meist leicht abgerundet. Das Heft (Griff) hat keine Parierstange. Der Griff besteht meist aus Holz und ist im Querschnitt rund. Er ist oft mit abgeflachtem Rattan umwickelt oder mit Metallbändern versehen um den Griff zu verstärken. Die Scheiden sind meist aus Holz und mit traditionellen Mustern verziert. Sie bergen den Parang-Latok nur bis an die Klingenkrümmung. Es wird im Kampf zweihändig benutzt. Das Parang-Latok ist fast baugleich mit dem Parang-Pandit. Die Unterschiede sind nur die Form der Spitze und die Parierstange.